# Estnischer Klepper
Der Estnische Klepper (estnisch eesti hobune; auch Estnisches Pony) ist eine sehr alte Pferderasse aus Estland. Die Rasse hat die Eigenschaften des früher im ganzen Ostseeraum verbreiteten Hauspferds im Klepper-Typ bis heute erhalten. Des Weiteren bildete sie die Grundlage für andere estnische Pferderassen wie die des Torgelschen Pferds.
Hintergrundinformationen zur Pferdebewertung und -zucht finden sich unter: Exterieur, Interieur und Pferdezucht.

## Exterieur
Der Estnische Klepper ist ein wohlproportioniertes Kleinpferd mit hübschem, manchmal etwas grobem Kopf und einem mittellangen Hals und Rücken. Teilweise ist der Hals eher kurz und etwas tief angesetzt. Der Widerrist ist niedrig und breit, die Brust breit und tief. Er hat eine kräftige, abfallende Kruppe, trockene Gliedmaßen und harte Hufe.
An Fellfarben sind überwiegend Falben und Braune vertreten, gelegentlich auch Füchse und Schimmel. Das Sommerfell ist kurz und glatt, das lange Winterfell besitzt eine dichte, fettige Unterwolle, die die Feuchtigkeit abhält. Das Stockmaß liegt zwischen 135 und 142 cm beim ursprünglichen Klepper-Typ. Daneben gibt es noch den größeren sogenannten Doppelklepper, der zwischen 145 und 150 cm groß ist.

## Interieur
Der Estnische Klepper ist ein anspruchsloses Pferd. Er ist ausdauernd, robust und leistungsbereit. Auch sein ruhiger und freundlicher Charakter machen ihn zu einem Pferd, das vielseitig einsetzbar ist. Sowohl in der Landwirtschaft, als auch als Reitpferd für Kinder und Erwachsene und im Tourismus. Der Estnische Klepper ist spätreif, dabei langlebig, eine 1946 geborene Stute erreichte das Alter von 40 Jahren. 

## Zuchtgeschichte
Bis Ende des 19. Jahrhunderts wurde dieses kleine, zähe Pferd vorwiegend von den estnischen Bauern in der Landwirtschaft eingesetzt. Durch die zunehmende Motorisierung verlor er immer mehr an Bedeutung zugunsten anderer Rassen, zum Beispiel des Torgelschen Pferdes, an dessen Entstehung er großen Anteil hatte. Heute gibt es in Estland nur noch sehr wenige reinrassige Estnische Klepper, vor allem auf dem Festland sind sie fast nicht mehr zu finden. Auf den estnischen Inseln Saaremaa, Hiiumaa, Muhu und Vormsi hat die Reinzucht des Estnischen Kleppers jedoch bis heute überlebt, hier gibt es ungefähr noch 1000 Pferde dieser Rasse. Trotz der geringen Zahl ist eine Inzuchtdepression nicht aufgetreten. 